# Morgane Nicoli
Morgane Nicoli (Bastia, 7 aprile 1997) è una calciatrice francese, difensore del Grasshopper.

## Statistiche

### Presenze e reti nei club
Statistiche aggiornate al 6 gennaio 2025.
| Stagione                  | Squadra                   | Campionato                | Campionato | Campionato | Coppe nazionali | Coppe nazionali | Coppe nazionali | Coppe continentali | Coppe continentali | Coppe continentali | Altre coppe | Altre coppe | Altre coppe | Totale | Totale |
| Stagione                  | Squadra                   | Comp                      | Pres       | Reti       | Comp            | Pres            | Reti            | Comp               | Pres               | Reti               | Comp        | Pres        | Reti        | Pres   | Reti   |
| ------------------------- | ------------------------- | ------------------------- | ---------- | ---------- | --------------- | --------------- | --------------- | ------------------ | ------------------ | ------------------ | ----------- | ----------- | ----------- | ------ | ------ |
| 2014-2015                 | Montpellier               | D1                        | 1          | 0          | CF              | -               | -               | -                  | -                  | -                  | -           | -           | -           | 1      | 0      |
| 2015-2016                 | Montpellier               | D1                        | 1          | 0          | CF              | -               | -               | -                  | -                  | -                  | -           | -           | -           | 1      | 0      |
| 2016-2017                 | Montpellier               | D1                        | 3          | 0          | CF              | 1               | 0               | -                  | -                  | -                  | -           | -           | -           | 4      | 0      |
| 2017-2018                 | Montpellier               | D1                        | 6          | 0          | CF              | 3               | 0               | -                  | -                  | -                  | -           | -           | -           | 9      | 0      |
| 2018-2019                 | Lilla                     | D1                        | 21         | 1          | CF              | 5               | 0               | -                  | -                  | -                  | -           | -           | -           | 26     | 1      |
| 2019-2020                 | Montpellier               | D1                        | 10         | 0          | CF              | 3               | 0               | -                  | -                  | -                  | -           | -           | -           | 13     | 0      |
| 2020-2021                 | Montpellier               | D1                        | 5          | 0          | CF              | -               | -               | -                  | -                  | -                  | -           | -           | -           | 5      | 0      |
| 2021-2022                 | Montpellier               | D1                        | 12         | 1          | CF              | 2               | 0               | -                  | -                  | -                  | -           | -           | -           | 14     | 1      |
| Totale Montpellier        | Totale Montpellier        | Totale Montpellier        | 38         | 1          | -               | 9               | 0               | -                  | -                  | -                  | -           | -           | -           | 47     | 1      |
| 2022-2023                 | Siviglia                  | PD                        | 16         | 0          | CS              | 1               | 0               | -                  | -                  | -                  | -           | -           | -           | 17     | 0      |
| 2023-2024                 | Levante Las Planas        | PD                        | 28         | 3          | CS              | 1               | 0               | -                  | -                  | -                  | -           | -           | -           | 29     | 3      |
| giu.-dic. 2024            | Levante Badalona          | PD                        | 4          | 0          | CS              | 2               | 0               | -                  | -                  | -                  | -           | -           | -           | 6      | 0      |
| Totale Levante Las Planas | Totale Levante Las Planas | Totale Levante Las Planas | 32         | 3          | -               | 3               | 0               | -                  | -                  | -                  | -           | -           | -           | 35     | 3      |
| gen.-giu. 2025            | Grasshopper               | WSL                       | -          | -          | CS              | -               | -               | -                  | -                  | -                  | -           | -           | -           | 4      | 0      |
| Totale carriera           | Totale carriera           | Totale carriera           | 107        | 5          | -               | 18              | 0               | -                  | -                  | -                  | -           | -           | -           | 125    | 5      |